# L.R. Vicenza 2022-2023
Questa voce raccoglie le informazioni riguardanti il L.R. Vicenza nelle competizioni ufficiali della stagione 2022-2023.

## Stagione
La stagione 2022-2023 sarà per il Vicenza la 26ª partecipazione nella terza serie del Campionato italiano di calcio.
La stagione parte con il ritiro precampionato che, come consuetudine, si svolge presso l'Altopiano dei Sette Comuni. Fin da subito gli obiettivi dichiarati della società sono di un pronto ritorno in cadetteria e per questo il mercato estivo viene affrontato nell'ottica di vincere il campionato, rafforzando i vari settori e vendendo i giocatori che nella precedente stagione non avevano soddisfatto le aspettative della proprietà.
Fin dalle prime partite però si rivela un Vicenza dai due volti, capace di roboanti vittorie con diversi goal di scarto, ma anche di prestazioni incolori. Già all'undicesima giornata, la società sceglie di esonerare mister Baldini, artefice della salvezza sfiorata della precedente stagione, ma che fino a quel momento aveva raccolto 5 vittorie 2 pareggi e 4 sconfitte, un ruolino sicuramente troppo scarno per una squadra che mira al primo posto e che, in quel momento, si trovava settima. Viene quindi ingaggiato Francesco Modesto, anch'egli reduce dalla retrocessione del Crotone della stagione prima. Modesto, dopo la prima partita persa, inanella 4 vittorie consecutive. Alla 17ª giornata il Vicenza è capolista ma l'euforia dura solo una settimana e la squadra torna ad alternare buone vittorie a prestazioni deboli fino a stabilizzarsi al 5º posto in classifica. A sei partite dalla fine, la società tenta il tutto per tutto, esonerando anche mister Modesto e affidando la squadra all'allenatore della primavera Dan Thomassen. Sarà lui ha guidare i biancorossi alla vittoria della seconda Coppa Italia di Serie C nella storia del club, dopo 41 anni dal primo successo, superando nella doppia finale la Juventus Next Gen, risultato che permette ai biancorossi di accedere direttamente alla fase nazionale dei Play-off come testa di serie.
Il campionato regolare termina con il Vicenza al 7º posto, mentre il cammino nei Play-off termina ai quarti di finale dopo aver superato la Pro Sesto al primo turno, poi nel secondo turno arriva il doppio pareggio a reti inviolate contro il Cesena, ma è un risultato che favorisce i romagnoli, che accedno alle semifinali, in virtù dell'essere testa di serie.

## Divise e sponsor
Per la stagione 2022-2023 la società sigla un nuovo contratto di fornitura tecnica con Fila, mentre lo sponsor ufficiale rimane Diesel.

## Organigramma societario
Area direttiva
- Presidente: Stefano Rosso
- Direttore Generale: Rinaldo Sagramola
- Direttore Tecnico: Francesco Vallone

Area comunicazione e marketing
- Marketing e Comunicazione: Sara Vivian
- Commerciale: Nicola Rossi
- Segreteria Marketing e Commerciale: Valeria Visentin
- Grafica: Stefano Sartore
- Stadio e logistica: Sergio Valerio, Elena Giavatto

Area sportiva
- Direttore Sportivo: Federico Balzaretti
- Team manager: Andrea Basso

Area tecnica
- Allenatore: Dan Thomassen
- Allenatore in 2ª: Gabriele Stevanin
- Preparatore portieri: Lorenzo Squizzi
- Match analyst: Marco Liberalon
- Preparatore atletico: Alessandro Dal Monte
- Collaboratore tecnico: Edoardo Zanin

Area sanitaria
- Responsabile medico: Giovanni Ragazzi
- Medico sociale: Diego Ave
- Infermiere professionale: Massimo Toniolo
- Fisioterapisti: Felice Zuin, Giacomo Toniolo

## Rosa
Rosa aggiornata al 2 febbraio 2023.
| N. |                     | Ruolo | Calciatore                    |
| -- | ------------------- | ----- | ----------------------------- |
| 1  | Slovenia (bandiera) | P     | Rok Brzan                     |
| 2  | Italia (bandiera)   | D     | Federico Valietti             |
| 4  | Italia (bandiera)   | D     | Christian Corradi             |
| 5  | Italia (bandiera)   | D     | Marco Bellich                 |
| 6  | Italia (bandiera)   | C     | Loris Zonta                   |
| 7  | Italia (bandiera)   | C     | Nicola Dalmonte               |
| 8  | Brasile (bandiera)  | C     | Ronaldo                       |
| 9  | Italia (bandiera)   | A     | Franco Ferrari                |
| 10 | Italia (bandiera)   | A     | Stefano Giacomelli (capitano) |
| 11 | Italia (bandiera)   | A     | Alex Rolfini                  |
| 13 | Italia (bandiera)   | D     | Nicola Pasini                 |
| 15 | Italia (bandiera)   | C     | Jean Freddi Pascal Greco      |
| 17 | Italia (bandiera)   | C     | Fabio Scarsella               |

| N. |                     | Ruolo | Calciatore             |
| -- | ------------------- | ----- | ---------------------- |
| 19 | Slovenia (bandiera) | C     | Tjaš Begić             |
| 21 | Italia (bandiera)   | C     | Riccardo Cataldi       |
| 20 | Spagna (bandiera)   | C     | Kaleb Castillo Jimenez |
| 22 | Italia (bandiera)   | P     | Alessandro Iacobucci   |
| 23 | Italia (bandiera)   | D     | Daniel Cappelletti     |
| 27 | Italia (bandiera)   | A     | Matteo Stoppa          |
| 68 | Italia (bandiera)   | D     | Mario Ierardi          |
| 71 | Senegal (bandiera)  | D     | Maissa Ndiaye          |
| 73 | Italia (bandiera)   | D     | Thomas Sandon          |
| 77 | Italia (bandiera)   | C     | Michele Cavion         |
| 88 | Italia (bandiera)   | C     | Enrico Oviszach        |
| 98 | Italia (bandiera)   | P     | Alessandro Confente    |
| 99 | Italia (bandiera)   | A     | Matteo Della Morte     |

## Calciomercato

### Sessione estiva(dall'1/7 all'1/9)
| Acquisti | Acquisti               | Acquisti                | Acquisti                                          |
| R.       | Nome                   | da                      | Modalità                                          |
| -------- | ---------------------- | ----------------------- | ------------------------------------------------- |
| C        | Riccardo Cataldi       | svincolato (ex Catania) | definitivo                                        |
| C        | Tjaš Begić             | Celje                   | definitivo                                        |
| A        | Enrico Oviszach        | Santa Maria Cilento     | definitivo                                        |
| A        | Alex Rolfini           | Ancona                  | definitivo                                        |
| C        | Kaleb Jimenez Castillo | Salernitana             | prestito con diritto di riscatto e controriscatto |
| D        | Marco Bellich          | Lucchese                | definitivo                                        |
| A        | Franco Ferrari         | Napoli                  | definitivo                                        |
| C        | Ronaldo                | Padova                  | definitivo                                        |
| C        | Fabio Scarsella        | Modena                  | definitivo                                        |
| A        | Matteo Stoppa          | Sampdoria               | prestito                                          |
| P        | Sebastiano Desplanches | Milan                   | definitivo                                        |
| D        | Federico Valietti      | Genoa                   | prestito                                          |

| Cessioni         | Cessioni           | Cessioni           | Cessioni                                          |
| R.               | Nome               | a                  | Modalità                                          |
| ---------------- | ------------------ | ------------------ | ------------------------------------------------- |
| A                | Issa Ouru Aguda    | Union Clodiense CS | prestito                                          |
| P                | Semuel Pizzignacco | Feralpisalò        | definitivo                                        |
| D                | Nicholas Fantoni   | Ancona             | prestito con diritto di riscatto e controriscatto |
| D                | Sebastien De Maio  | Modena             | prestito con diritto di riscatto                  |
| C                | Jari Vandeputte    | Catanzaro          | definitivo                                        |
| A                | Samuele Longo      | Dordrecht          | prestito                                          |
| A                | Lamin Jallow       | Adanaspor          | definitivo                                        |
| Altre operazioni |                    |                    |                                                   |
| R.               | Nome               | a                  | Modalità                                          |

### Sessione invernale(dall'2/1 all'31/1)
| Acquisti | Acquisti             | Acquisti     | Acquisti      |
| R.       | Nome                 | da           | Modalità      |
| -------- | -------------------- | ------------ | ------------- |
| C        | Matteo Della Morte   | Pro Vercelli | definitivo    |
| P        | Alessandro Iacobucci | Südtirol     | definitivo    |
| D        | Maissa Ndiane        | Cremonese    | prestito      |
| C        | Federico Proia       | SPAL         | fine prestito |
| D        | Federico Paoloni     | Gelbison     | fine prestito |
| C        | Matteo Manfredonia   | Imolese      | fine prestito |

| Cessioni         | Cessioni               | Cessioni         | Cessioni   |
| R.               | Nome                   | a                | Modalità   |
| ---------------- | ---------------------- | ---------------- | ---------- |
| P                | Matteo Grandi          | Sangiuliano City | definitivo |
| D                | Emanuele Padella       | Mantova          | definitivo |
| C                | Federico Proia         | Ascoli           | prestito   |
| P                | Sebastiano Desplanches | Trento           | prestito   |
| C                | Tommaso Busatto        | Fermana          | prestito   |
| D                | Federico Paoloni       | Aprilia          | prestito   |
| Altre operazioni |                        |                  |            |
| R.               | Nome                   | a                | Modalità   |

## Risultati

### Serie C

#### Girone di andata
| Arbitro: | Andreano (Prato) |

|                                                                       |           |             |
| F. Ferrari 40’ 74’ Scarsella 51’ Rolfini 61’ Dalmonte 66’ Jimenez 88’ | Marcatori | 25’ Bruschi |

| Arbitro: | Saia (Palermo) |

|                             |           |            |
| Dezi 40’ (rig.) Russini 84’ | Marcatori | 51’ Stoppa |

| Arbitro: | Luongo (Napoli) |

|                                         |           |  |
| F. Ferrari 9’, 60’ Stoppa 65’ Greco 67’ | Marcatori |  |

| Arbitro: | Virgilio (Trapani) |

|                    |           |              |
| Manconi 40’ (rig.) | Marcatori | 51’ Dalmonte |

| Arbitro: | Arena (Torre del Greco) |

|                    |           |  |
| F. Ferrari 25’ 70’ | Marcatori |  |

| Arbitro: | Di Graci (Como) |

|                                |           |  |
| Rocca 10’ Masini 45’ Buric 87’ | Marcatori |  |

| Arbitro: | Cherchi (Carbonia) |

|                |           |             |
| F. Ferrari 84’ | Marcatori | 25’ Perotti |

| Arbitro: | Madonia (Palermo) |

|                           |           |                |
| Possenti 27’ Sgarbi 90+5’ | Marcatori | 35’ Ferrari F. |

| Arbitro: | Grasso (Ariano Irpino) |

|                         |           |                     |
| Pasini 34’ Dalmonte 38’ | Marcatori | 63’ (rig.) Guccione |

| Arbitro: | Panettella (Gallarate) |

|  |           |                |
|  | Marcatori | 90+5’ Dalmonte |

| Arbitro: | Di Marco (Ciampino) |

|                            |           |                                         |
| Ronaldo 47’ F. Ferrari 55’ | Marcatori | 25’ Vergara 29’ Calvano 47’ Della Morte |

| Arbitro: | Giordano (Novara) |

|  |           |                |
|  | Marcatori | 65’ Balestrero |

| Arbitro: | Scarpa (Collegno) |

|           |           |                        |
| Danti 12’ | Marcatori | 8’ Ronaldo 54’ Ierardi |

| Arbitro: | Costanza (Agrigento) |

|                                                    |           |  |
| Ronaldo 9’ (rig.) Rolfini 32’ Greco 34’ Stoppa 90’ | Marcatori |  |

| Arbitro: | Bordin (Bassano del Grappa) |

|  |           |              |
|  | Marcatori | 54’ Dalmonte |

| Arbitro: | Petrella (Viterbo) |

|  |           |              |
|  | Marcatori | 54’ Oviszach |

| Arbitro: | Milone (Taurianova) |

|                          |           |  |
| Ierardi 40’ Dalmonte 88’ | Marcatori |  |

| Arbitro: | Scatena (Avezzano) |

|                             |           |                            |
| Candellone 31’ Pirrello 49’ | Marcatori | 45’ Rolfini 75’ F. Ferrari |

| Arbitro: | Ancora (Roma) |

|              |           |              |
| Dalmonte 27’ | Marcatori | 60’ Rossetti |

#### Girone di ritorno
| Arbitro: | Scarpa (Collegno) |

|                    |           |                                                |
| Bruschi 32’ (rig.) | Marcatori | 15’, 29’, 89’ (rig.) Stoppa 42’ (rig.) Rolfini |

| Arbitro: | Nicolini (Brescia) |

|                |           |             |
| F. Ferrari 69’ | Marcatori | 28’ Jelenic |

| Arbitro: | Collu (Cagliari) |

|                                          |           |  |
| Girelli 51’ Pinzauti 54’ (rig.) Buso 59’ | Marcatori |  |

| Arbitro: | Delrio (Reggio Emilia) |

|                                   |           |  |
| Ierardi 13’ Rolfini 38’ Begić 85’ | Marcatori |  |

| Arbitro: | Galipò (Firenze) |

|                                      |           |             |
| Barrenechea 65}’ (rig.) Pecorino 75’ | Marcatori | 58’ Rolfini |

| Arbitro: | Sfira (Pordenone) |

|             |           |                      |
| Rolfini 30’ | Marcatori | 50’ Masini 78’ Rocca |

| Arbitro: | Arena (Torre del Greco) |

|                      |           |  |
| Piu 39’ D. Ferri 75’ | Marcatori |  |

| Arbitro: | Frascaro (Firenze) |

|                      |           |              |
| Begić 7’ Ierardi 77’ | Marcatori | 90+1’ Ghezzi |

| Arbitro: | Emmanuele (Pisa) |

|                         |           |                                                                                 |
| Pierobon 5’ Padella 65’ | Marcatori | 35’ Della Morte 41’ Pasini 63’ Stoppa 69’ F. Ferarri 83’ Jimenez 89’ Giacomelli |

| Arbitro: | Perri (Roma) |

|              |           |                                      |
| J. Greco 41’ | Marcatori | 58’ Serbouti 82’ Firenze 90+5’ Baggi |

| Arbitro: | Bonacina (Bergamo) |

|             |           |                                       |
| Vergara 76’ | Marcatori | 53’ Stoppa 55’, 63’, 90+2’ F. Ferrari |

| Arbitro: | Pascarella (Nocera Inferiore) |

|                            |           |  |
| Balestrero 49’ Musetti 90’ | Marcatori |  |

| Arbitro: | Panettella (Gallarate) |

|  |           |                        |
|  | Marcatori | 42’ Danti 54’ Leonardi |

| Arbitro: | Maggio (Lodi) |

|             |           |                |
| Mbakogu 59’ | Marcatori | 26’ F. Ferrari |

| Arbitro: | Mucera (Palermo) |

|                     |           |                                         |
| F. Ferrari 34’, 38’ | Marcatori | 22’ Antoniazzi 35’ Parigi 54’ Grandolfo |

| Arbitro: | Caldera (Como) |

|                        |           |  |
| Begić 21’ Dalmonte 63’ | Marcatori |  |

| Crema 8 aprile 2023, ore 20.00 CEST 36ª giornata | Pergolettese        | 0 – 0 referto | L.R. Vicenza | Stadio Giuseppe Voltini\| Arbitro: \| Gigliotti (Cosenza) \| |
| Arbitro:                                         | Gigliotti (Cosenza) |               |              |                                                              |

| Arbitro: | Giaccaglia (Jesi) |

|                            |           |             |
| Rolfini 29’ F. Ferrari 35’ | Marcatori | 9’ Dubickas |

| Arbitro: | Carrione (Castellammare di Stabia) |

|            |           |  |
| Sulijc 25’ | Marcatori |  |

### Play-off

#### Fase Nazionale
| Arbitro: | Arena (Torre del Greco) |

|                         |           |             |
| Capelli 56’ A. Sala 71’ | Marcatori | 88’ Ierardi |

| Arbitro: | Monaldi (Macerata) |

|                         |           |  |
| Stoppa 46’ Dalmonte 65’ | Marcatori |  |

| Vicenza 27 maggio 2023, ore 20:30 CEST Secondo turno - Andata | L.R. Vicenza                  | 0 – 0 referto | Cesena | Stadio Romeo Menti\| Arbitro: \| Pascarella (Nocera Inferiore) \| |
| Arbitro:                                                      | Pascarella (Nocera Inferiore) |               |        |                                                                   |

| Cesena 31 maggio 2023, ore 20:30 CEST Secondo turno - Ritorno | Cesena             | 0 – 0 | L.R. Vicenza | Orogel Stadium-Dino Manuzzi\| Arbitro: \| Bonacina (Bergamo) \| |
| Arbitro:                                                      | Bonacina (Bergamo) |       |              |                                                                 |

### Coppa Italia Serie C

#### Turni eliminatori
| Arbitro: | Restaldo (Ivrea) |

|                         |           |              |
| Padella 43’ Alessio 48’ | Marcatori | 69’ Begheldo |

| Arbitro: | Baratta (Rossano) |

|                                                      |           |                          |
| Rolfini 14’ F. Ferrari 28’ Scarsella 46’ Ierardi 50’ | Marcatori | 36’ Parigi 83’ Cariolato |

#### Fase finale
| Arbitro: | Vergaro (Bari) |

|                                  |                      |                                |
| Laverone 83’                     | Marcatori            | 90+4’ Ierardi                  |
| Delcarro Rossetti Tonelli Tanasa | Tiri di rigore 2 – 4 | Ronaldo Stoppa Jimenez Ierardi |

| Arbitro: | Carrione (Castellammare di Stabia) |

|  |           |                      |
|  | Marcatori | 45+4’, 48’ Scarsella |

| Arbitro: | Saia (Palermo) |

|                 |           |  |
| L. Morosini 67’ | Marcatori |  |

| Arbitro: | Scatena (Avezzano) |

|                                                          |           |              |
| Della Morte 79’ F. Ferrari 103’, 116’ Stoppa 113’ (rig.) | Marcatori | 118’ Zamparo |

| Arbitro: | Tremolada (Monza) |

|           |           |                         |
| Iling 47’ | Marcatori | 39’ Ierardi 88’ Jimenez |

| Arbitro: | Bonacina (Bergamo) |

|                                     |           |                      |
| F. Ferrari 47’, 83’ Cappelletti 62’ | Marcatori | 19’ Sekulov 56’ Poli |

## Statistiche

### Statistiche di squadra
Statistiche aggiornate al 23 maggio 2023
| Competizione         | Punti                          | In casa | In casa | In casa | In casa | In casa | In casa | In trasferta | In trasferta | In trasferta | In trasferta | In trasferta | In trasferta | Totale | Totale | Totale | Totale | Totale | Totale | DR  |
| Competizione         | Punti                          | G       | V       | N       | P       | Gf      | Gs      | G            | V            | N            | P            | Gf           | Gs           | G      | V      | N      | P      | Gf     | Gs     | DR  |
| -------------------- | ------------------------------ | ------- | ------- | ------- | ------- | ------- | ------- | ------------ | ------------ | ------------ | ------------ | ------------ | ------------ | ------ | ------ | ------ | ------ | ------ | ------ | --- |
| Serie C              | 58                             | 19      | 10      | 3       | 6       | 38      | 21      | 19           | 7            | 4            | 8            | 26           | 26           | 38     | 17     | 7      | 14     | 64     | 47     | +17 |
| Play-off             | Secondo turno - fase nazionale | 1       | 1       | 0       | 0       | 2       | 0       | 1            | 0            | 0            | 1            | 1            | 2            | 2      | 1      | 0      | 1      | 3      | 2      | +1  |
| Coppa Italia Serie C | Vincitore                      | 5       | 5       | 0       | 0       | 16      | 8       | 4            | 2            | 1            | 1            | 5            | 3            | 9      | 7      | 1      | 1      | 21     | 11     | +10 |
| Totale               |                                | 25      | 16      | 3       | 6       | 56      | 21      | 24           | 9            | 5            | 10           | 32           | 31           | 48     | 25     | 8      | 16     | 88     | 60     | +28 |

### Andamento in campionato
| Giornata  | 1 | 2  | 3 | 4 | 5 | 6 | 7 | 8  | 9  | 10 | 11 | 12 | 13 | 14 | 15 | 16 | 17 | 18 | 19 | 20 | 21 | 22 | 23 | 24 | 25 | 26 | 27 | 28 | 29 | 30 | 31 | 32 | 33 | 34 | 35 | 36 | 37 | 38 |
| --------- | - | -- | - | - | - | - | - | -- | -- | -- | -- | -- | -- | -- | -- | -- | -- | -- | -- | -- | -- | -- | -- | -- | -- | -- | -- | -- | -- | -- | -- | -- | -- | -- | -- | -- | -- | -- |
| Luogo     | C | T  | C | T | C | T | C | T  | C  | T  | C  | C  | T  | C  | T  | T  | C  | T  | C  | T  | C  | T  | C  | T  | C  | T  | C  | T  | C  | T  | T  | C  | T  | C  | C  | T  | C  | T  |
| Risultato | V | P  | V | N | V | P | N | P  | V  | V  | P  | P  | V  | V  | V  | V  | V  | N  | N  | V  | N  | P  | V  | P  | P  | P  | V  | V  | P  | V  | P  | P  | N  | P  | V  | N  | V  | P  |
| Posizione | 1 | 13 | 7 | 8 | 4 | 7 | 8 | 11 | 10 | 7  | 7  | 12 | 7  | 6  | 5  | 4  | 1  | 3  | 3  | 2  | 3  | 3  | 3  | 3  | 5  | 6  | 5  | 5  | 5  | 5  | 5  | 5  | 5  | 5  | 5  | 5  | 5  | 7  |

Legenda:

Luogo: C = Casa; T = Trasferta. Risultato: V = Vittoria; N = Pareggio; P = Sconfitta.